# Calvus (Philosophie)

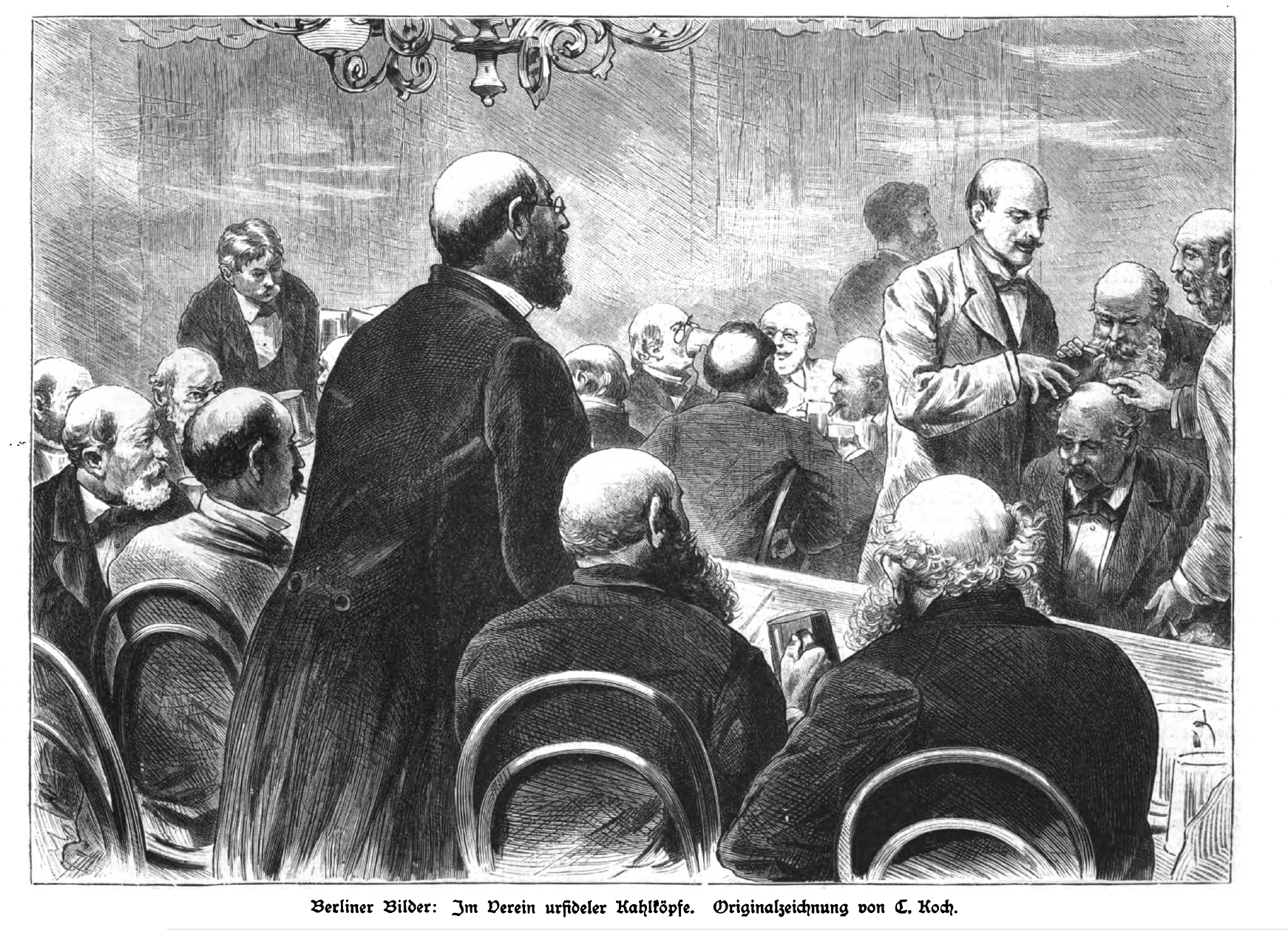
Kahlköpfige untersuchen einen Kahlkopf auf Kahlköpfigkeit, Illustration aus der Illustrirten Zeitung 1882

Calvus oder Paradox des Kahlköpfigen (lat. kahl, glatzköpfig) ist eines der Paradoxa des Eubulides (4. Jh. v. Chr.), bestehend in der Frage: Wie viele Haare muss man jemandem ausziehen, damit er kahlköpfig wird?

## Beschreibung
Das Paradox ähnelt dem Soritesargument und ist ein Problem der unscharfen Menge. Ähnlich wie bei Sorites ist die Frage unbeantwortbar bzw. paradox, weil keine genaue Definition besteht, wie viel Haare ein Mensch besitzen muss, um (nicht) kahl zu sein. Zugrunde liegt die Annahme, dass ein einzelnes Haar nicht über die Zuordnung kahl oder nicht kahl entscheiden könne. Zieht man aber ein Haar nach dem anderen heraus, würde der Wechsel letztendlich doch durch ein einzelnes Haar herbeigeführt. Tatsächlich liegt das Paradoxon, wie beim Haufen-Paradoxon, darin, dass für einen umgangssprachlichen, nicht klar definierbaren Begriff (in diesem Fall kahl) eine exakte Definition gesucht und angewendet wird.